# Pastorets de Molins de Rei
Els Pastorets de Molins de Rei s'interpreten a Molins de Rei (Baix Llobregat) des de 1879, si bé es desconeix la versió de les primeres obres. També es desconeix des de quan s'interpreta la versió dels Pastorets de Frederic Soler "Pitarra" de 1891, la qual tan sols s'interpreta actualment a Catalunya a Molins de Rei, Berga i Sant Quirze de Besora, si bé se sap que es fa aquesta versió es representa a Molins de Rei des d'abans de 1919, any del qual data el programa més antic conservat. La representació, amb música interpretada en directe, està dividida en dos actes, el primer amb 9 escenes i el segon amb 12. Actualment hi participen aproximadament uns 60 actors i actrius de totes les edats, mentre que la part tècnica comporta l'esforç i dedicació d'unes 30 persones més. Són els únics Pastorets de Catalunya que han tingut el paper de Satanàs interpretat per una dona. Habitualment es realitzen 4 o 5 interpretacions per any en període nadalenc i cada dos o tres anys se'n fa una representació extraordinària de veterans. Els textos solen encabir cada any crítiques socials d'àmbit local i dintre de la mateixa obra també s'hi encabeix un concurs de coplets de temàtica lliure amb l'únic requisit que la mètrica encaixi en una coda específica de l'obra.